# Würben

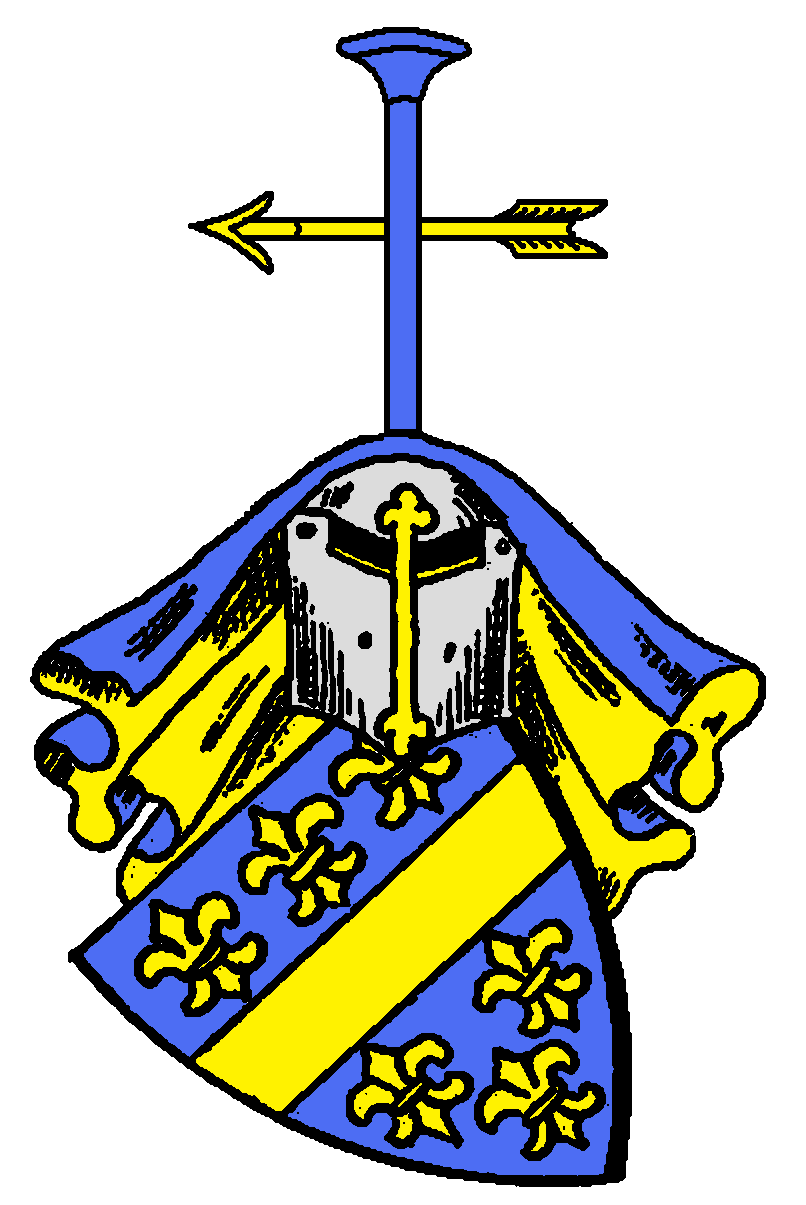
Wappen derer von Würben

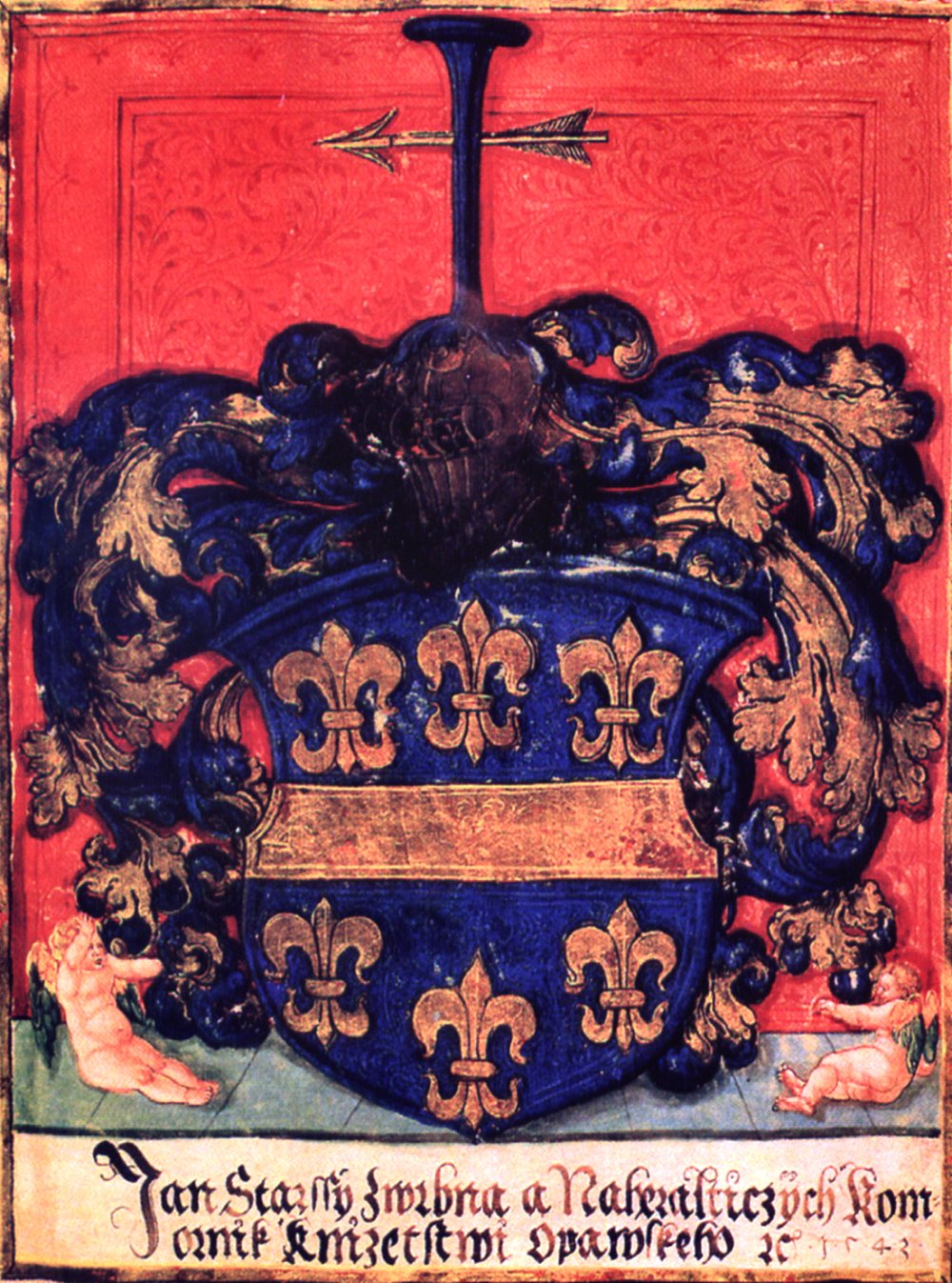
Wappendarstellung 1543

Die Freiherren, später Grafen von Würben (auch von Würben und Freudenthal; tschechisch Bruntálští z Vrbna; auch z Vrbna bzw. Wrbna) waren ein schlesisch-böhmisch-mährisches Adelsgeschlecht. 

## Geschichte

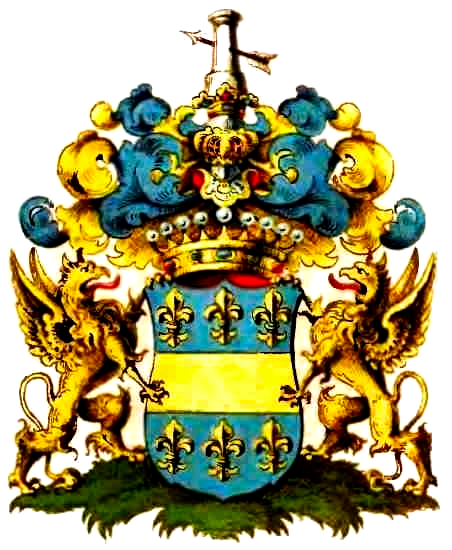
Wappen der Grafen von Würben

Stammsitz der Herren von Würben war der gleichnamige Ort Würben in der Nähe von Schweidnitz. Das Geschlecht besaß die Grafenwürde schon lange früher, als es ihm durch ein besonderes Diplom bestätigt wurde. „Comes Johannes de Werbno“ und dessen Bruder Nikolaus ist für das Jahr 1214 nachgewiesen. Sie waren bei der Gründung von Schweidnitz und bei der Besiedlung des Umlandes durch Deutsche beteiligt. Hans von Wrbna urkundete in Liegnitzer Klosterakten 1250, als Herzog Heinrich die Stadt Brieg gründete, sowie 1254 und 1257–1266 jedes Mal mit dem Grafentitel (Comes). 
Bekanntestes Mitglied des schlesischen Zweigs war der Breslauer Bischof Heinrich von Würben († 1319). Er förderte den Anschluss Schlesiens an Böhmen und unterstützte politisch die böhmischen Přemysliden sowie nach ihrem Aussterben 1306 deren Nachfolger auf dem böhmischen Königsthron. Um die Mitte des 14. Jahrhunderts gaben die Herren von Würben ihre Güter um Schweidnitz auf und zogen nach Nordmähren, wo sie nachfolgend Besitzungen in den Herzogtümern Troppau und Jägerndorf erwarben. Nachdem sie 1506 an die Herrschaft Freudenthal gelangt waren, nannte sich dieser Zweig von Würben und Freudenthal. Zudem erreichten sie, dass Freudenthal aus dem Herzogtum Jägerndorf ausgegliedert und dem Herzogtum Troppau zugeschlagen wurde.
Mitglieder der Familie bekleideten zahlreiche königliche und kirchliche Ämter. U. a. waren sie Landeshauptleute und Oberstlandsrichter der Markgrafschaft Mähren. Das Amt des Landeshauptmanns von Troppau war fast die gesamte zweite Hälfte des 16. Jahrhunderts in ihrer Hand. Da sich Johann von Würben und Freudenthal 1618 als evangelischer Führer am Böhmischen Ständeaufstand beteiligte, verlor er nach der Schlacht am Weißen Berg seine Besitzungen. 
Der Grafentitel (die seit Jahrhunderten bekleidete, aber nicht immer geführte gräfliche Würde) wurde Wenzel von Würben und Freudenthal (* um 1590) aus der böhmischen Linie vom Kaiser mit der goldenen Bulle des Hauses Wrbna am 20. September 1628 erneuert und bestätigt. Er hatte 1623 die dem Hans Skrbensky von Hrzistie konfiszierte Herrschaft Fulnek erworben, seine Ehefrau Elisabeth Regina Dembinsky von Dembin führte ihm die Güter Waltersdorf, Bochdalek und Herotitz zu. Das böhmische Inkolat datiert von 1638. Ein kaiserlicher Erlass vom 28. August 1645 gestattete ihm die Errichtung eines Fideikommisses. Graf Wenzel wurde auf einer Reise durch Italien in Venedig vom Tod überrascht und in Padua bestattet. Sein einziger Sohn war Graf Johann Franz, der erste Ritter des goldenen Vließes im Hause Würben. 
Die Aufnahme in die steirische Landmannschaft erfolgte am 18. Juni 1807. 1898 erlangte Rudolf Christian Graf Wrbna und Freudenthal (1864–1927) für sich und seine Nachfolger als Inhaber des Kaunitz'schen Fideikommisses (nach Dominik Andreas von Kaunitz-Rietberg-Questenberg) eine österreichische Namens- und Wappenvereinigung als Wrbna-Kaunitz-Rietberg-Questenberg und Freudenthal.

## Besitzungen
In ihrem Besitz befanden sich zeitweise neben Würben u. a. auch die schlesischen Ortschaften Bunzelwitz, Deutsch Neukirch und Gräflich Wiese, sowie das Burgviertel in Neustadt an der Prudnik. In Mähren gehörten ihnen u. a. die Ortschaften Dobroslawitz, Freudenthal, Friedek-Mistek, Fulnek, Großherrlitz, Hultschin, Klimkovice, Maidelberg, Namiescht, Reichwaldau, Štemplovec, Schillersdorf, Waltersdorf und Nassiedel. Durch Heirat gelangten sie an das mittelböhmische Hořovice.

## Wappen

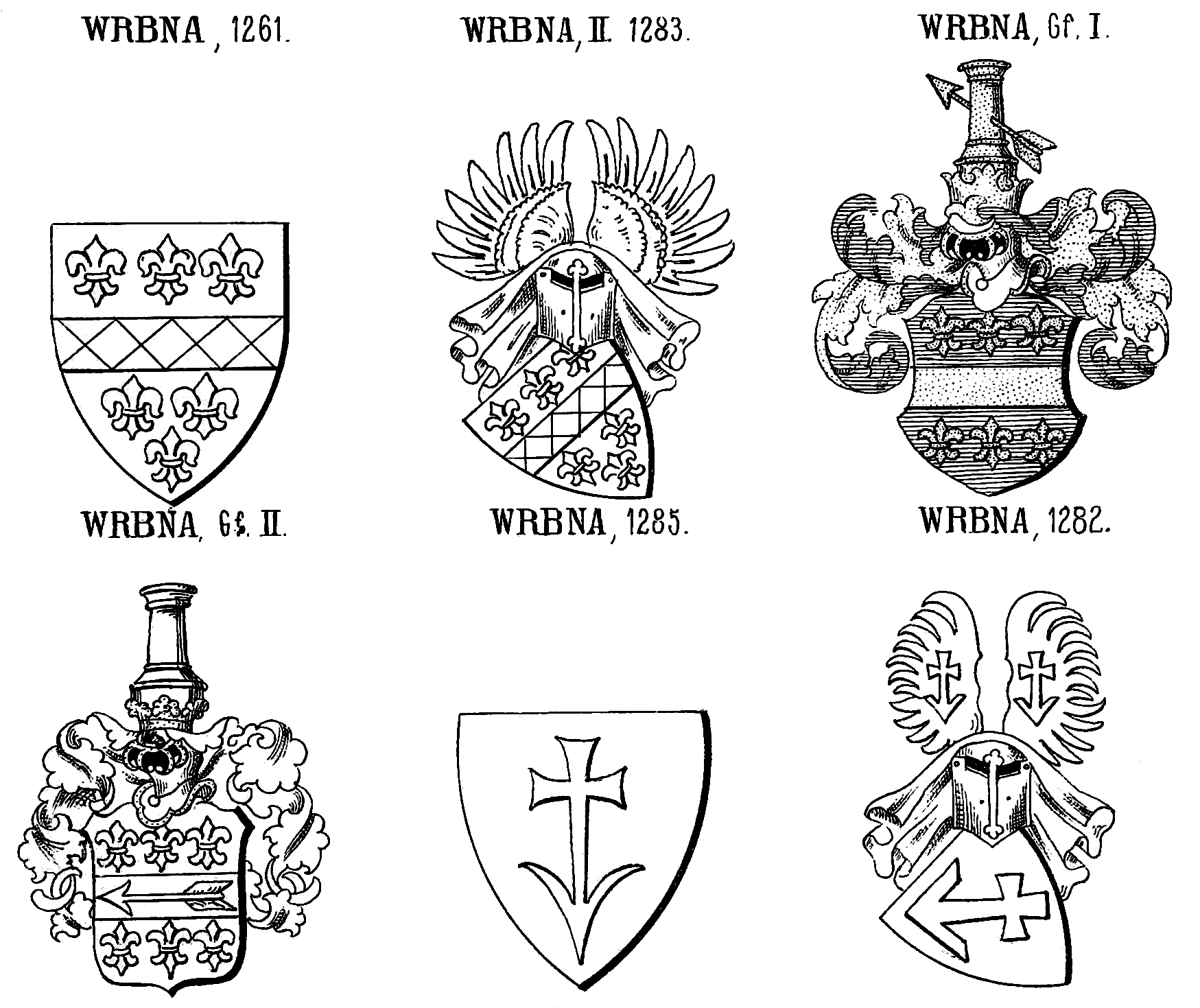
Wappen derer von Wrbna (Würben) nach alten Siegeln in Siebmachers Wappenbuch von 1887

Das Stammwappen mit den Lilien ist seit 1261 bezeugt. Der Stammwappenhelm trug 1283 noch einen offenen Adlerflug. Der Wappenbrief von 1543 für Johann von Würben und Freudenthal zeigt in Blau einen goldenen Balken, oben und unten von je drei goldenen Lilien begleitet. Auf dem Helm mit blau-goldenen Decken eine blaue (später silberne oder goldene) Säule, (später schrägrechts aufwärts) durchbohrt von einem goldenen (später auch silbernen) Pfeil. - Seit 1624 als Schildhalter zwei goldene Greife. 
Daneben zeigte 1285 ein Siegel ein in eine Pfeilspitze auslaufendes Kreuz, auch als abwärts gekehrter Pfeil, mit einem Balken gekreuzt, deutbar, der bereits 1282 im Schild, aber schrägrechts aufwärts gestellt, erscheint. Auf dem Helm von 1282 ein offener Adlerflug, je mit dem Schildbild belegt, aber wie 1285 gestellt. Dieses Schildbild hat eine augenfällige Ähnlichkeit mit der Helmzier des anderen, des Lilienwappens, bei der eine Säule von einem Pfeil durchbohrt (bzw. mit ihm gekreuzt) ist.

## Persönlichkeiten (Auswahl)

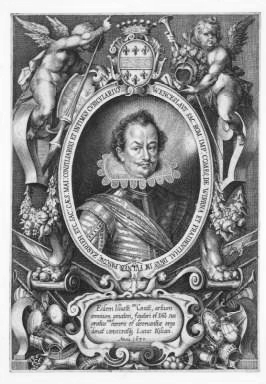
Graf Wenzel von Würben und Freudenthal (um 1590–1649)

- Stephan d. Ä. von Würben, Sohn des Andreas, fiel 1241 mit Sohn Andreas in der Schlacht von Wahlstatt. Dessen Sohn
  - Johannes († nach 1266), 1254–1266 Kastellan von Ritschen: Dessen Enkel war u. a.:
    - Johannes († 1319/24), ab 1290 Kanoniker, ab 1307 Domdekan von Breslau
- Heinrich von Würben († 1319), Bischof von Breslau
- Wenzel von Würben (Václav z Vrbna), 1459/1460 und 1466/1467 Rektor der Karlsuniversität Prag.
- Hynek d. Ä. von Würben und Freudenthal (Hynek Bruntálský z Vrbna; † 1592), Sohn des Johann d. Ä. von Würben und Freudenthal und der Johanna von Žerotín, seit 1572 Landeshauptmann von Mähren.
- Hynek d. J. von Würben und Freudenthal (1589–1614) studierte an den calvinistischen Universitäten in Frankreich und Deutschland und gehörte zu den gebildetsten Persönlichkeiten des evangelischen Adels. Auf seinem Schloss in Freudenthal beherbergte er im Oktober 1611 König Matthias (HRR) auf dessen Krönungsfahrt durch Mähren und Schlesien. Er war mit Bohunka von Zerotein, Tochter Karl des Älteren von Zerotein verheiratet.
- Georg von Würben und Freudenthal (Jiří Bruntálský z Vrbna; † um 1623), Mitglied des mährischen Direktoriums, 1619–1621 Oberstlandrichter von Mähren. Der Protestant verstarb nach der Schlacht am Weißen Berg in der Haft. Seine Witwe Alena (Helene) heiratete 1626 Johann von Rottal.
- Georg Stephan von Würben (Jiří Štepán z Vrbna; † 1682), wurde 1642 in den Grafenstand aufgenommen. Nach 1652 mährischer Oberstlandrichter, 1664 Kämmerer von Mähren. Stiftete das Franziskaner-Kloster in Troppau, das 1668–1676 errichtet wurde. Seine Nachkommen lebten bis 1945 in Mähren.
- Johann von Würben und Freudenthal (Jan Bruntálský z Vrbna) wurde 1618 vom böhmischen König Friedrich von der Pfalz als Landeshauptmann von Troppau eingesetzt. Nach der Schlacht am Weißen Berg emigrierte er Ende 1620 in die Niederlande.

- Ritter des Ordens vom Goldenen Vlies waren:
  - Johann Franz von Würben und Freudenthal (1643–1705), oberster Kanzler von Böhmen
  - Eugen Wenzel von Würben und Freudenthal (Evžen Václav Bruntálský z Vrbna; 1728–1789)
  - Rudolf Johann von Würben und Freudenthal (Rudolf Jan Bruntálský z Vrbna; 1761–1823)
  - Rudolf Eugen von Wrbna-Freudenthal (1813–1883)

- Eugen von Wrbna-Freudenthal (1822–1882) war ein österreichischer Generalmajor.